# Fernand Puech
Fernand Puech (ur. 27 maja 1884, zm. ?) – francuski filolog i urzędnik konsularny.
Od 1909 we francuskiej służbie zagranicznej m.in. pełniąc funkcje – wicekonsula w konsulacie Francji w Mannheim (1910–1911), w MSZ (1911–1912), w Londynie (1912–1916), Montrealu (1916–1919), kierownika kancelarii/sekr.-archiwisty w Kopenhadze (1919–1921), konsula w Porto Alegre (1921–1927) i Gdańsku (1929–1930).